# Армяне в Болгарии

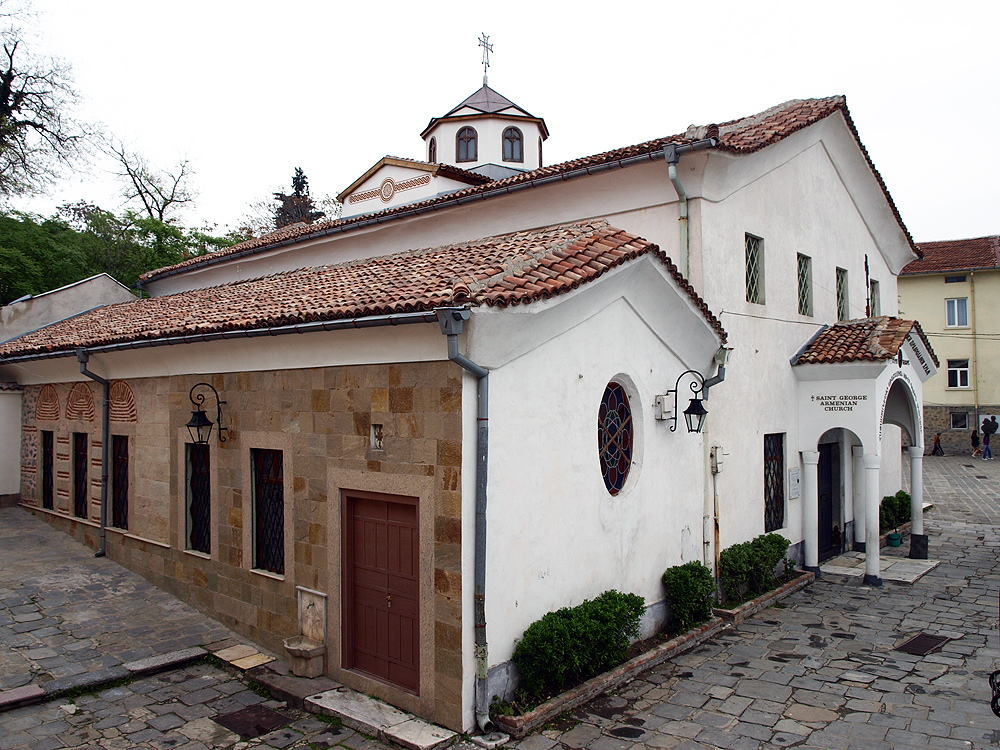
Армянская Церковь Им. Святого Георгия, Пловдив, Болгария

Армяне (болг. Арменци в България, арм. Հայերը Բուլղարիայում) — пятое по численности национальное меньшинство в Республике Болгария, после русских. Представляют немногочисленную часть армянской диаспоры. По данным переписи 2011 года диаспора насчитывает более 6552 армян. Примечательно, что доля армян заметно уменьшилась с последней переписи 2001 года, где их число составляло приблизительно 10 832 человека. По данным армянских организаций в Болгарии проживает 22000 армян.
Армяне появились на территории Балканского полуострова (включая сегодняшние земли Болгарии) не позднее V века н. э., как наёмные войска в составе Византийской армии. С этого момента армяне непрерывно присутствовали на Болгарских землях и играли важную роль в истории страны, начиная с раннего Средневековья и до наших дней..
Главные центры армянской общины расположены в крупнейших городах страны: Пловдив (3,140 армян), Варна (2240), София (1,642) и Бургас (904).
До коммунистического периода разговорным языком армян был западноармянский диалект. Во время Социалистической Болгарии были открыты первые армянские школы, которые преподавали на восточноармянском диалекте. Из-за этого большинство армян бегло говорит на обоих диалектах, или полностью перешло на восточноармянский. Болгарским в совершенстве владеют большинство армян страны.

## История
Первые армяне появились в исторических регионах Фракии, Македонии и Родоп в период с VI по XI век н. э., и в основном представляли собой солдат и религиозных беженцев. Ими были агностики Павликиане и Тондракийцы. Эти религиозные деятели оказали сильное влияние на близкое к ним учение Богомилов.
Некоторые государственные деятели Болгарского Царства имели армянское происхождение. Например, мать болгарского царя XI века Самуила была армянкой. Мария — жена болгарского царя X века Петра I, была дочерью Византийского императора с армянскими корнями Романа I Лакапина. Сам основатель македонской династии (династии монархов армянского происхождения), Василий I, провёл большую часть своей юности в плену в Болгарском Царстве.
Когда и Болгария и Армения были захвачены Османской Империей, в Болгарию началась массовая внутренняя миграция армян из своих исконных земель, т. к. все их земли были захвачены и разделены между мусульманскими народами (турками, арабами и персами).
В то время как Болгария добивалась автономии по итогам Русско-Турецкой Войны 1877-78, армяне снова подверглись жестокой резне и геноциду 1890 года, в результате чего множество армянских беженцев осело в Болгарии и далее многие уроженцы из этих общин принимали активное участие в национально-освободительном движении болгарского народа. Самыми знаменитыми участниками Балканских войн армянского происхождения были национальные герои Армении — Адраник Озанян и Гарегин Нжде. Они были удостоены высочайшей болгарской награды — Ордена за Храбрость. Число армянских беженцев увеличилось во время Армянского Геноцида 1915 года в Османской Империи.
Во время коммунистического правления множество армян вернулось на свою родину — тогда это была Армянская ССР. Однако армяне также через Болгарию мигрировало в страны «западного строя», например, США. После распада СССР, из-за бедной экономики Армении и начавшегося конфликта в Закавказье, множество армян снова прибыли в Болгарию, как мигранты или перебирались через неё в страны Западной Европы. С 1990 число армян в Болгарии стремительно уменьшается из-за ассимиляции со стороны болгарского большинства и активной миграции из страны представителей диаспоры.

## Культура и СМИ
Историческая судьба армянского народа вдохновила известного болгарского поэта Пейо Яворова на создание своего знаменитого произведения об армянском народе «Ерменци». Оно до сих пор является обязательным к изучению в средней школе Болгарии.
|                                             | Изгнаници клети, отломка нищожна от винаги храбър народ мъченик, дечица на майка робиня тревожна и жертви на подвиг чутовно велик – Далеч от родина, в край чужди събрани, изпити и бледни, в порутен бордей, те пият, а тънат сърцата им в рани, и пеят, тъй както през сълзи се пей. |  | Изгнанники, жалкий обломок ничтожный народа, который все муки постиг и дети рабыни отчизны тревожной чей жертвенный подвиг безмерно велик В краю им чужом, от родного далёко В землянке, худые и бедные, пьют в сердце у каждого ноет жестоко поют они так, как сквозь слёзы поют. |  |
| Пейо Яворов в русском переводе М. Зенкевича | |  | |  |

В Болгарии выходит еженедельный журнал Erevan, а также журнал Vahan с еженедельным тиражом в 1000 экземпляров.

## Армянская Апостольская Церковь в Болгарии
Самая старая сохранившаяся армянская церковь на территории Болгарии датируется 1620 годом.